# Euphylidorea globulifera
Euphylidorea globulifera là một loài ruồi trong họ Limoniidae. Chúng phân bố ở miền Tân bắc.